# Synodontis laessoei
Synodontis laessoei är en fiskart som beskrevs av Norman 1923. Synodontis laessoei ingår i släktet Synodontis och familjen Mochokidae. IUCN kategoriserar arten globalt som otillräckligt studerad. Inga underarter finns listade i Catalogue of Life.